# Hotel.info
hotel.info est un service de hotel.de AG, une société allemande basée à Nuremberg qui exploite des portails Internet de réservation d’hôtels. Elle existe depuis 2001 et a été cotée au General Standard de la Bourse de Francfort de 2006 à 2011, puis à l’Entry Standard de 2012 à 2013,. Depuis 2011, hotel.de est majoritairement détenu par HRS. Les deux fournisseurs cumulés représentent environ les deux tiers du marché.

## Histoire

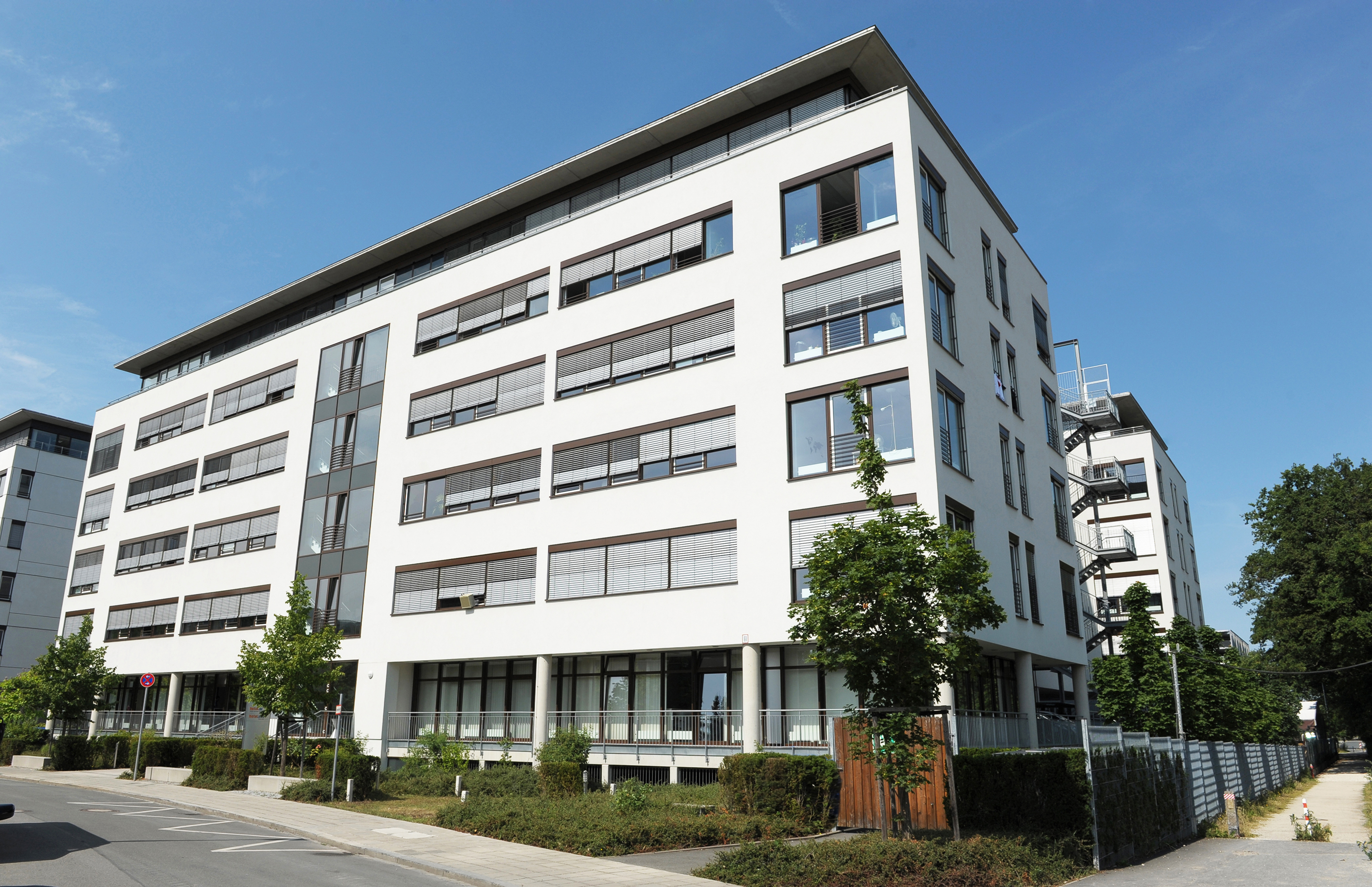
Siège à Nuremberg

L’entreprise a été créée le 11 septembre 2001 à Düsseldorf par Heinz Raufer et trois autres actionnaires sous la forme juridique d’une société par actions. Le site Internet et le domaine hotel.de ont été rachetés par la société Atrada Trading Network AG, que Heinz Raufer avait précédemment vendue à Deutsche Telekom. Dès 1999, Atrada avait mis en place un service de réservation d’hôtels et de voyages comparable, en coopération avec intergerma. Hotel.de a d’abord concentré sa clientèle sur les entreprises.
En 2006, hotel.de a annoncé sa volonté d’entrer en Bourse. Sa cotation a permis de faire entrer près de 20 millions d’euros, qui ont servi principalement à développer son expansion internationale. À cette époque, l’entreprise réalisait 12,4 millions d’euros de chiffre d’affaires et employait 340 salariés. Le délai de souscription a commencé en octobre 2006, et la vente en soi le 20 octobre de la même année. L’action se trouvait en bas de la fourchette de prix, et elle est même tombée sous son prix d’émission. Les observateurs ont estimé que cette entrée en Bourse était décevante, tout en recommandant néanmoins d’acheter,.
En 2006, hotel.de a été récompensée par le Deutscher Gründerpreis de l’initiative StartUp dans la catégorie Débutants. L’année suivante, hotel.de a reçu le prix Bayerns Best 50 du ministère bavarois de l’Économie pour sa « croissance remarquable ». De plus, hotel.de a été élue plusieurs fois site de l’année dans la catégorie Loisirs et voyages à partir de 2009. En 2011, la revue économique Der Handel lui a décerné l’e-Star Online Excellence Award pour son application pour iPhone, et en 2012, la version Android a reçu le MobileTech Award.
Hotel.de a été rachetée en 2011 par HRS. Les fondateurs ont cédé 61,6 % de leurs parts pour un total de 43 millions d’euros après avoir démenti à plusieurs reprises leur intention de vendre. À l’époque, l’entreprise employait 446 salariés. Malgré le rachat, hotel.de a poursuivi ses activités en tant qu’entreprise indépendante sur les sites de Nuremberg et de Hamm. Pourtant, les deux entreprises ont signé un accord de transfert des bénéfices. Par la suite, HRS a augmenté son nombre de parts, atteignant les 83 %, et l’autorité allemande de la concurrence (Bundeskartellamt) a annoncé un audit de cette acquisition, sans toutefois que cela ne débouche sur un résultat. Jusqu’en mai 2013, la participation de HRS est passée à plus de 95 %, et les actionnaires restants ont perçu des indemnités dans le cadre d’un retrait obligatoire (squeeze out). L’entreprise hotel.de AG a été retirée de la Bourse, et Heinz Raufer, le dernier fondateur encore présent, a quitté l’entreprise en septembre 2013.
Outre son siège d’origine à Nuremberg et un bureau à Hamm qui a été fermé à la suite de la fusion avec le groupe HRS, l’entreprise possède des succursales à Londres, Paris, Barcelone, Rome et Shanghai. En 2011, un établissement stable a été installé à Singapour pour gérer le marketing et la vente sur les marchés internationaux. Depuis 2012, hotel.de est représentée à São Paulo.

## Portails
Au départ, l’entreprise proposait ses services uniquement dans l’espace germanophone par le biais du domaine hotel.de. Son expansion à l’étranger a commencé en 2006. En 2008, les offres internationales ont été rassemblées en Grande-Bretagne, en France, en Espagne et en Italie sous le domaine hotel.info. Hotel.de reçoit une provision sur les réservations, dont le montant varie en fonction de différents critères. Les visiteurs peuvent laisser des évaluations relatives aux hôtels sur hotel.de.
Selon ses propres informations, hotel.de propose ses sites dans 38 langues, et en 2012, 210 000 hôtels étaient proposés dans le monde entier. Outre ses propres portails, hotel.de sert aussi d’intermédiaire pour vendre des chambres chez d’autres fournisseurs : par exemple, en 2006, une coopération a été conclue avec la compagnie aérienne Air Berlin. En 2007, la Deutsche Bahn a intégré à son tour les offres de hotel.de sur son site Internet, mais elles ont été remplacées par celles de HRS en 2011.

## Critique
Après le rachat de hotel.de par HRS, le syndicat hôtelier a affirmé que l’acquisition entraînerait un durcissement des conditions convenues et une diminution du choix. Dans le même temps, l’augmentation constante des provisions, qui ont atteint peu à peu les 15 %, a également valu à l’entreprise des rappels à l’ordre. En 2013, hotel.de a fait de nouveau l’objet de critiques car elle demandait aux hôtels de lui garantir les meilleures conditions possibles. L’autorité allemande de la concurrence a considéré ce processus comme une restriction de la concurrence et a plusieurs fois rappelé à l’ordre la société mère, HRS, à ce sujet. Quant aux entreprises concernées, elles considéraient que les dispositions étaient avantageuses pour les consommateurs, dont les frais de recherche étaient minimisés par la garantie du meilleur prix.

## Liens
- Site internet de l'entreprise international (traduit en 34 langues)
- Site internet de l'entreprise (germanophone)